# Défense du Chili

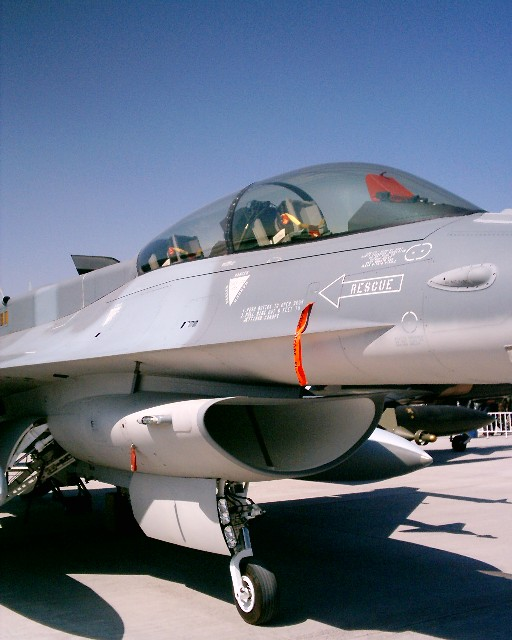
Avion F16 et Force aérienne chilienne

La défense du Chili est divisée en trois branches armées qui constituent les Fuerzas Armadas : l’Ejército (l’armée de terre, fondée en 1810 qui comprend 47 700 soldats en 2005), l’Armada (la marine, fondée en 1818, 19 398 marins en 2005), et la Fuerza Aérea de Chile (l’armée de l’air, fondée en 1930, 11 000 hommes en 2005). Cette dernière possède divers aéroports militaires à Iquique, Antofagasta, Santiago, Puerto Montt, et Punta Arenas. Elle a aussi une base aéroportuaire sur l’île île du Roi-George, en Antarctique et sur l’ île de Pâques. Elle possède 10 avions F-16 en 2006, auxquels s’ajoutent 28 F-16 de seconde main venant de la Force Aérienne Royale néerlandaise.
La fonction des institutions citées ci-dessus consiste à protéger le pays et les intérêts du pays à l’étranger. À ces unités militaires régulières s’ajoutent les Fuerzas de Orden y Seguridad Pública composées par les corps des Carabineros (Police militarisée équivalent aux gendarmes français) (fondée en 1927) et la Policía de Investigaciones (Police civile) (créée en 1933), qui constituent la force civile et sont chargées de faire respecter la loi, garantir l’ordre et la sécurité publique à l’intérieur du pays. De plus, il existe un corps de Gendarmería (créé en 1929), chargé de garder les prisons et autres centres pénitentiaires.
Les Fuerzas Armadas y Carabineros dépendent administrativement du Ministère de la Défense Nationale du Chili et les Fuerzas de Orden y Seguridad du Ministère chargé de la sécurité publique, actuellement le Ministère de l’Intérieur du Chili, alors que le corps de Gendarmerie dépend administrativement du Ministère de la Justice du Chili. Le Président de la République exerce la fonction de Chef suprême des Fuerzas Armada uniquement en cas de guerre.
Même si le pays n’a pas connu d’affrontement militaire important depuis la guerre du Pacifique (1879-1884), le Chili est un des pays du monde utilisant beaucoup de son PIB (3,8 %) pour équiper l’armée. On estime que plus 3240 millions de dollars américains sont utilisés par an. Ce coût important est financé à hauteur de 10 % des bénéfices de l’entreprise Codelco (entreprise d’extraction et d’exportation du cuivre du pays). Ce taux important s’explique par le fait que le contingent militaire doit se déployer dans toute la longueur du pays (plus de 4200 kilomètres), et pour prévoir la retraite des anciens soldats. Il faut aussi noter que les Carabineros sont un corps appartenant à l’armée du pays. Ces derniers utilisent 54 % des revenus de l’armée. Depuis plusieurs années, on parle de la suspension du service militaire aux hommes de 18 ans et plus. Depuis 2006, cette question est principalement réglée car l’inscription au service militaire est automatique. Au cas où les effectifs ne sont pas atteints, des personnes seront désignées au tirage au sort.
Durant le régime de Pinochet, les Fuerzas Armadas ont eu un rôle important dans la vie civile. Dans les dernières années, le commandant en Chef de l’Ejercito (l’Armée), Juan Emilio Cheyre, met en place la professionnalisation de l’armée, la présidence politique de l’armée, sa qualité de corps neutre (non déligérant), et l’acceptation du pouvoir civil démocratiquement construit. Une des étapes importantes ont été la reconnaissance des responsabilités institutionnelles de l’armée dans la violation des droits de l’Homme durant la dictature. Ce geste est bien accueilli dans le gouvernement et la population. Le 9 mars 2006, le général Óscar Izurieta Ferrer est nommé commandant en chef de l’armée,.
De nos jours, le Chili possède divers corps militaires (des casques bleus) aidant aux missions de paix des Nations unies, à Chypre, Bosnie-Herzégovine, Kosovo et Haïti (les missions MINUSTAH).